# 크리스 에절리
크리스토퍼 "크리스" 에절리(영어: Christopher "Chris" Edgerly, 1969년 8월 6일 ~ )는 미국의 성우이다. 애니메이션 《스타워즈: 클론 전쟁》에 출연하였다.

## 성우 출연작 목록

### 미국 TV 애니메이션
- 스타워즈: 클론 전쟁 - 이스 코스
- 울버린과 엑스맨 - 해스킷 요원